# Vendée Challans Basket
O Vendée Challans Basket é um clube de basquetebol baseado em Challans, França que atualmente disputa a Élite 2. Manda seus jogos no Salle Michel-Vrignaud com capacidade para 2452 espectadores.

## Histórico de Temporadas
| Temporada | Nível | Liga    | Pos.                             | J                                | PL                               | Resultado                        |
| --------- | ----- | ------- | -------------------------------- | -------------------------------- | -------------------------------- | -------------------------------- |
| 2003-04   | 4     | NM2     | 1                                |                                  |                                  | Promovido                        |
| 2004-05   | 3     | NM1     | 7                                | 18-16                            |                                  |                                  |
| 2005-06   | 3     | NM1     | 7                                | 17-17                            |                                  |                                  |
| 2006-07   | 3     | NM1     | 5                                | 24-10                            |                                  |                                  |
| 2007-08   | 3     | NM1     | 8                                | 20-14                            |                                  |                                  |
| 2008-09   | 3     | NM1     | 4                                | 24-10                            |                                  |                                  |
| 2009-10   | 3     | NM1     | 3                                | 21-13                            |                                  |                                  |
| 2010-11   | 3     | NM1     | 8                                | 18-16                            | 0-1                              | Quartas de finais                |
| 2011-12   | 3     | NM1     | 10                               | 17-17                            |                                  |                                  |
| 2012-13   | 3     | NM1     | 14                               | 15-19                            |                                  | Rebaixado                        |
| 2013-14   | 4     | NM2     | 1                                | 23-3                             | 3-2                              | Promovido finalista              |
| 2014-15   | 3     | NM1     | 3                                | 23-11                            | 0-2                              | Quartas de finais                |
| 2015-16   | 3     | NM1     | 13                               | 15-9                             |                                  |                                  |
| 2016-17   | 3     | NM1     | 5                                | 19-15                            | 1-2                              | Quartas de finais                |
| 2017-18   | 3     | NM1     | 7                                | 17-17                            | 1-2                              | Quartas de finais                |
| 2018-19   | 3     | NM1     | 6º                               | 26-16                            | 1-1                              | Quartas de finais                |
| 2019-20   | 3     | NM1     | Cancelado - Pandemia de COVID-19 | Cancelado - Pandemia de COVID-19 | Cancelado - Pandemia de COVID-19 | Cancelado - Pandemia de COVID-19 |
| 2020-21   | 3     | NM1     | 7º                               | 14-12                            |                                  |                                  |
| 2021-22   | 3     | NM1     | 3º                               | 17-22                            |                                  |                                  |
| 2022-23   | 3     | NM1     | 8º                               | 7-11                             |                                  |                                  |
| 2023-24   | 3     | NM1     | 7º                               | 9-9                              | 0-2                              | Oitavas de finais                |
| 2024-25   | 3     | NM1     | 2º                               | 30-10                            | 6-2                              | Promoçãocampeão                  |
| 2025-26   | 2     | Élite 2 |                                  |                                  |                                  |                                  |

fonte:eurobasket.com

## Títulos

### Segunda divisão
- Campeão (1):1979-80

### Terceira divisão
- Campeão (1):2024-25[5]

### Copa da França
- Campeão (1):1983